# 半反應
半反應一般是指氧化還原反應的氧化或還原反應的一部分。一個半反應是通過考慮參與氧化還原反應的個別物質氧化態的變化。

## 例子
考慮下面的反應：
Cl2 + 2Fe2+ → 2Cl− + 2Fe3+
涉及的兩個元素鐵和氯的氧化態變化; 鐵從2+變成3+, 氯從0變成1−。有效的使兩個半反應發生。每個半反應中，都應該插入相應的電子，可由下面兩個半反應示來表示上面的反應:
Fe2+ → Fe3+ + e−
Cl2 + 2e− → 2Cl−
以同樣的方式指定的兩個半反應是可以的。

## 電化電池
- 氧化半反應是陽極發生氧化反應(放出電子)的電極(又稱負極(-))進行的反應。
- 還原半反應是陰極發生還原反應(接受電子)的電極(又稱正極(+))進行的反應。

## 其他相關領域
光分解反應也可以稱作半反應(光分解動態學 ，photodissociation dynamics，參考光分解離子成像)。